# Bontoc
Bontoc là một đô thị hạng 4 ở tỉnh Moutain, Philippines. Đây là thủ phủ của Mountain Province. Theo điều tra dân số năm 2000, đô thị này có dân số 22.308 người trong 5.035 hộ.

## Barangay
Bontoc được chia thành 16 barangay.
| - Alab Proper - Alab Oriente - Balili - Bayyo - Bontoc Ili - Caneo - Dalican - Gonogon | - Guinaang - Mainit - Maligcong - Samoki - Talubin - Tocucan - Poblacion (Bontoc) - Calutit |

Bontoc, Mt. Province celebrates Lang-ay Festival.